# Clinocentrus rottensis
Clinocentrus rottensis är en stekelart som beskrevs av Statz 1936. Clinocentrus rottensis ingår i släktet Clinocentrus och familjen bracksteklar. Inga underarter finns listade i Catalogue of Life.